# Evasterias troschelii
Evasterias troschelii is een zeester uit de familie Asteriidae.
De wetenschappelijke naam van de soort werd in 1862 gepubliceerd door William Stimpson.